# Belá nad Cirochou
Belá nad Cirochou (maďarsky Cirókabéla, rusínsky Бела над Цірохов) je obec v okrese Snina v Prešovském kraji na severovýchodním Slovensku. Žije zde přibližně 3 300 obyvatel.

## Dějiny
První zmínka o obci pochází z roku 1451, kdy byla majetkem rodiny Drugetů. Další zpráva z roku 1715 se týká zdejšího mlýna. V polovině 18. století se obyvatelé obce věnovali kamenictví. V 19. století zde stála železářská huť na zpracování železné rudy. Do roku 1926 se tu nacházel dřevěný kaštel. Ve středu obce stojí zřícenina vodního mlýna. Místní římskokatolický kostel pochází z roku 1912.

## Rodáci
- Ján Mucha, fotbalový brankář